# Рідсвілл (Вісконсин)
Рідсвілл (англ. Reedsville) — селище (англ. village) в США, в окрузі Манітовок штату Вісконсин. Населення — 1195 осіб (2020).

## Географія
Рідсвілл розташований за координатами 44°9′8″ пн. ш. 87°57′4″ зх. д. / 44.15222° пн. ш. 87.95111° зх. д. (44.152317, -87.951061).  За даними Бюро перепису населення США в 2010 році селище мало площу 3,25 км², з яких 3,24 км² — суходіл та 0,01 км² — водойми.

## Демографія
Згідно з переписом 2010 року, у селищі мешкало 1206 осіб у 472 домогосподарствах у складі 322 родин. Густота населення становила 371 особа/км².  Було 513 помешкання (158/км²).
Расовий склад населення:
| - 90,5 % — білих - 2,1 % — корінних американців - 6,5 % — осіб інших рас |

До двох чи більше рас належало 1,0 %. Частка іспаномовних становила 7,8 % від усіх жителів.
За віковим діапазоном населення розподілялося таким чином: 27,0 % — особи молодші 18 років, 59,2 % — особи у віці 18—64 років, 13,8 % — особи у віці 65 років та старші. Медіана віку мешканця становила 37,4 року. На 100 осіб жіночої статі у селищі припадало 102,7 чоловіків;  на 100 жінок у віці від 18 років та старших — 100,0 чоловіків також старших 18 років.
Середній дохід на одне домашнє господарство  становив 54 798 доларів США (медіана — 43 917), а середній дохід на одну сім'ю — 64 446 доларів (медіана — 61 667). Медіана доходів становила 47 232 долари для чоловіків та 38 889 доларів для жінок. За межею бідності перебувало 12,0 % осіб, у тому числі 19,6 % дітей у віці до 18 років та 10,4 % осіб у віці 65 років та старших.
Цивільне працевлаштоване населення становило 436 осіб. Основні галузі зайнятості: виробництво — 32,1 %, освіта, охорона здоров'я та соціальна допомога — 20,9 %, будівництво — 10,8 %, транспорт — 8,9 %.